# Церква святого архістратига Михаїла (Курники)
Церква святого архістратига Михаїла в Курниках — парафія і храм греко-католицької громади Великобірківського деканату Тернопільсько-Зборівської архієпархії Української греко-католицької церкви в селі Курники Тернопільського району Тернопільської области.
Оголошена пам'яткою архітектури місцевого значення.

## Історія церкви
Парафія в Курниках відновлена в лоні УГКЦ у 1990 році. Храм збудували у 1922 році на землі, яку офірували Павло Ткач та його син Кость. Будівництво храму велося спільними зусиллями громади.
До 1946 року парафія належала до УГКЦ. Після Львівського псевдособору священник о. Олександр Малицький відмовився перейти до РПЦ. Через це наприкінці 1940-х років парафію зняли з реєстрації, а храм закрили до 1990 року.
Проте, на великі релігійні свята у ньому неофіційно проводилися богослужіння священниками з церкви села Шляхтинці, яка діяла в структурі РПЦ.
На парафії діє Вівтарне братство.

## Парохи
- о. Олександр Малицький (1921—1953);
- о. Омелян Драпінський (1959—1973);
- о. Любомир Мельник (1973);
- о. Богдан Михальчук (1980);
- о. Михайло Павко (1990—1999);
- о. Мирослав Худяк (1999—2001);
- о. Мирон Сачик (з 2002).